# Superbuick
Superbuick (рус. Супербьюик) — второй студийный альбом американской альтернативной метал группы Mushroomhead, выпущенный 13 сентября 1996 года. Большинство песен с альбома были переделаны добавлены в трек-лист альбома XX, который был изначально издан на лейбле Eclipse Records, а затем на Universal Records после некоторых модификаций, а также были добавлены две дополнительные композиции.
В 2002 году альбом Superbuick, а также одноимённый альбом и M3 были переизданы. Все три релиза можно купить на концертах группы.
Во время записи альбома были использованы семплы из таких фильмов, как: Твин Пикс: Огонь, иди за мной, Эд Вуд, Псих-аут, Семь.

## Список композиций
Авторы всей музыки на альбоме Mushroomhead.
| №   | Название             | Длительность |
| --- | -------------------- | ------------ |
| 1.  | «Bwomp»              | 6:14         |
| 2.  | «Never Let It Go»    | 4:38         |
| 3.  | «These Filthy Hands» | 5:19         |
| 4.  | «The Wrist»          | 5:16         |
| 5.  | «Chancre Sore»       | 2:35         |
| 6.  | «Flattened»          | 3:40         |
| 7.  | «Big Brother»        | 5:07         |
| 8.  | «Idle Worship»       | 5:12         |
| 9.  | «Fear Held Dear»     | 2:39         |
| 10. | «Unintended»         | 1:40         |
| 11. | «Bwomp (Reprise)»    | 3:49         |

## Участники записи
| Mushroomhead - Jeffrey Nothing — вокал - J Mann — вокал - J.J. Righteous — гитара - Dinner — гитара - Pig Benis — бас-гитара - Shmotz — клавишные, семплы - DJ Virus — турнтаблизм, семплы, музыкальное программирование - Skinny — барабаны, перкуссия | Технический персонал - Билл Кореки — продюсер, звукорежиссёр - Патрик Льюис — ассистент звукорежиссёра - Ванесса Солоуио — фотограф - Рич Мур — дизайн |